# Bánáti bazsarózsa
A bánáti bazsarózsa vagy bánsági bazsarózsa (Paeonia banatica, illetve Paeonia officinalis subsp. banatica) növényritkaság. Legfontosabb élőhelyét a Mecsek legmagasabb hegyének, a Baranya vármegyei Zengő gerincén találhatjuk meg, s minden bizonnyal ennek köszönhetően mecseki bazsarózsa névvel is illetik. Tavaszi virágzásakor a kelet-mecseki Hosszúhetényből bazsarózsanéző túrákat szoktak szervezni a lankákra.
Eredetileg önálló fajként írta le Anton Rochel botanikus Paeonia banatica tudományos névvel. Később, Soó Rezső munkássága révén, a kerti bazsarózsa (Paeonia officinalis) alfajaként tekintettek rá Paeonia officinalis subsp. banatica néven, s ez a felfogás a közelmúltig így maradt, illetve egyes helyeken továbbra is így tekintenek rá, másutt azonban ismét úgy gondolják, hogy önálló faj, így tudományos neve Paeonia banatica.

## Alaki jellemzői
Gyöktörzsei (felszín alatti szárai) nyúltak; a gyökérágak vastagodott gyökérrostok, szinte koloncosak vagy gumószerűek. Lágy szárú növény, szára nem fásodó, felálló, el nem ágazó, kopasz, egyvirágú, többnyire 30–60 cm, de akár 100 cm magasságú. Levelei szórt állásúak, összetettek és páratlanul szárnyaltak (gyakran háromszor hármasan szárnyasak); a levélkék lemeze hosszúkás, lándzsás, nyúlt tojásdad vagy nyúlt elliptikus alakú, szélük ép, színükön sötétzöldek, fonákukon szürkésnek látszanak a gyér szőrözöttség miatt; a levelek végső levélkéje váll nélkül simul bele a levél főerébe. A lomblevelek, murvalevelek és csészelevelek között fokozatos az átmenet. Az egyetlen virág a hajtás csúcsán áll (végálló), viszonylag nagy (legfeljebb 12 cm-es), nem telt. A sugaras szimmetriájú virág kettős virágtakarójú; a többnyire 5 csészelevél különböző méretű, színük zöld vagy a sziromlevelekhez hasonló színeződésű; az 5–8 sziromlevél bíbor, sötétvörös vagy halványpiros színű, hosszuk 4–5 cm, széles tojásdad alakúak, ép szélűek vagy szabálytalanul karéjosak, de tompák és sarkuk lekerekített. A virágban az ivarleveleket illetően 3-5 bibe és sok, a portokjaiktól messziről sárgálló porzó található. Termése egy kb. 6 cm hosszú kocsányon ülő, enyhén felfújt, szinte kerekded tüszőcsokor (mások szerint toktermés), aminek az alján a csészelevelek is sokáig megmaradnak; az egyes tüszők 2–3 cm-esek, nemezszerűen molyhos-szőrösek (esetleg kopaszodók), bennük a 8 mm hosszú, tojásdad alakú magok sötétbarna-fekete színűek, kemények.

## Biológiai jellemzői
Lágy szárú évelő növény, a Raunkiær-féle életforma-osztályozás alapján geofita, mivel olyan áttelelő szervvel rendelkezik (a bánáti bazsarózsa esetében ez gyöktörzs, illetve a gyökérrostokká vastagodott gyökérágak összessége), ami száraz talajban található. Virágzási ideje az időjárás függvényében május vagy június eleje is lehet. Termése többnyire júliusban érik, de ez kitolódhat augusztusra is. Föld feletti szára és levelei már a száraz nyár során is elszáradhatnak és eltűnhetnek, de télre biztosan. Magról, illetve vegetatív módon (gyöktörzsének és gyökérrostjainak feldarabolódásával) is tud szaporodni.

## Előfordulása és élőhelye
A bánáti bazsarózsa pannon flóraelem és endemikus fajnak számít a Kárpát-medencében. Legkorábbról ismert és dokumentált előfordulásai: Romániában a Bihar-hegység, illetve a Temes és az Alduna vidéke, Szerbiában a Delibláti-homokpuszta, Horvátországban a Tarcal-hegység (Fruška Gora), Magyarországon pedig a Kelet-Mecsek. Becslések szerint a világon fellelhető teljes állomány 90%-a Magyarországon található.
A szerbiai és horvátországi előfordulások helyzetéről Vida Stojšić botanikus azt közölte, hogy a Fruška Gorából már több mint 30 éve nem került elő, a Delibláti-homokpusztán pedig mindössze 74 példány él.
Romániai előfordulásokról 1939-ben számolt be Tatár Miklós, ezt követően egy ideig újabb információk nem kerültek elő róluk. Marossy Anna nagyváradi botanikus az 1970-es években a bihari Béli-hegységben, Belényes környékén talált meg egy populációt, mely bükkös-csertölgyes erdőben, 80–90 éves fák között él mintegy 8 hektárnyi területen: ez a terület a bánáti bazsarózsa legészakibb és legkeletibb ismert természetes élőhelye, s itt él a növény állományának 10%-a. 1982-ben a területet védetté nyilvánították, valamint később, a Natura 2000 programban európai védettséget is kapott. S habár aggodalomra adott okot, hogy a 2012 húsvétja után néhány nappal keletkezett és négy napig tartó erdőtűzben elpusztult a populáció nagy része, azonban 2013-ban már arról számoltak be, hogy az állománynak sikerült regenerálódnia.
Magyarország területén először Kitaibel Pál figyelte meg Hosszúhetény és Pécsvárad között 1799-ben, ahogyan azt Kanitz Ágoston írta 1863-ban, s feltehetően manapság is egyedül a kelet-mecseki területen található a bánáti bazsarózsa hazai előfordulása. Ugyan Nicolaus Thomas Host 1831-ben azt írja, hogy Kitaibel Somogy vármegyéből is említ előfordulást, azonban szakértők szerint elképzelhető, hogy Kitaibel kéziratát az osztrák botanikus félreértelmezte, s az említett előfordulás megegyezik a kelet-mecsekivel.
Botanikai kutatások szerint a bánáti bazsarózsa a Mecsekben preglaciális idők reliktuma, tehát átvészelte a jégkorszak glaciális szakaszait.
A meleg, száraz mikroklímát, a meszes, tápanyagban dús, humuszos, laza és üde erdőtalajokat kedveli. Dombvidéki molyhos tölgyesekben, cseres-tölgyesekben, ritkábban gyertyános-kocsánytalan tölgyesekben, törmeléklejtő-erdőkben és akár mészkerülő tölgyesekben is előfordul; gyakran ezen erdők tisztásain, irtásain, szélein, erdőirtással létrehozott legelőkön, továbbá gyepekben él. A félárnyékos helyeket részesíti előnyben, de jól tűri a teljes megvilágítást is.

## Védettsége
Magyarországon 1982 óta fokozottan védett, természetvédelmi értéke jelenleg 250 000 Ft. Védelmét az indokolja, hogy ritka, a magyarországi flóra fejlődéstörténetében fontos szerepe van (jégkorszak előtti reliktum), növényföldrajzi szempontból értékes (pannóniai endemizmus), továbbá mind a növény, mind az élőhelyei veszélyeztetettek.
A 2000-es évek elején a mecseki állományra komoly veszélyt jelentett a Zengőre tervezett katonai létesítmény miatti környezetpusztítás, amit a környezetvédő civilek összefogásával 2004-ben sikerült megállítani, többek között a zengői „csatában”.

## Korábbi felhasználása
A bánáti bazsarózsa fokozottan védett növény, engedély nélküli felhasználása tilos.

### Dísznövény
Korábban a szépsége miatt kertekbe próbálták telepíteni, vagy csokorba szedték, piacon árusították.

### Gyógynövény
Régebben gyógyászati célra is gyűjtötték, mert gyökereiben és zsíros-olajos magvaiban alkaloid (paeonin) található, ami miatt epilepszia ellen görcsoldóként, illetve hánytatónak használták a növény ezen részeit.

### Mérgező növény
Korábbi gyógyászati célú felhasználása nem volt veszélytelen, tekintve hogy a növény mérgező.

## Bánáti bazsarózsa élő növényi gyűjteményekben
Az oroszországi Lipecki terület Sztanovojei járásában a Mescserka községnél található "LOSZSZ" Mescserkai Dendrológiai Park 2011. évi jelentése szerint a park állandó kollekciójába sikeresen átültették a parkban termesztett bánáti bazsarózsát.[forrás?]
Az oroszországi Szahalini Botanikus Kert 2011-es növénykatalógusában olvasható, hogy ott egy, a budapesti botanikus kertből származó magról nevelt példány 1996 óta virágzik és terem.

## A művészetekben
A Magyar Posta 1971. október végén új, virágokat ábrázoló, 8 bélyegből álló sorozatot tervezett kiadni az ELTE Botanikus Kert alapításának 200. évfordulója alkalmából (a kertet alapításakor Budapesti Egyetemi Botanikus Kertnek hívták). A bélyegsorozatot 1971. október 29-én kiadták, a bélyegek tervezője Cziglényi Ádám festő- és grafikusművész volt. A bélyegsorozat darabjai közül a legnagyobb értékű, 5 forintos bélyegen a bánsági bazsarózsa (Paeonia banatica) szerepel. (A többi bélyegen: a 40 filléresen Waldstein-pimpó (Waldsteinia geoides) és a botanikus kertet alapító Winterl József Jakab; a 60 filléresen broméliák (Bromeliaceae); a 80 filléresen virágzó-kő (Titanopsis calcarea); az 1 forintoson pusztai meténg (Vinca herbacea); az 1,20 forintoson karmin-sünkaktusz (Gymnocalycium mihanovichii f. rubra); a 2 forintoson kék tündérrózsa (Nymphaea gigantea); a 3 forintoson homoki nőszirom (Iris arenaria).)